# Station Chars
Station Chars is een spoorwegstation aan de spoorlijn Saint-Denis - Dieppe. Het ligt in de Franse gemeente Chars in het departement Val-d'Oise (Île-de-France).

## Ligging
Het station ligt op kilometerpunt 47,605 van de spoorlijn Saint-Denis - Dieppe.

## Diensten
Het station wordt aangedaan door treinen van Transilien lijn J tussen Paris Saint-Lazare en Gisors-Embranchement.

## Vorig en volgend station
| Richting             | Vorig station                   | Lijn    | Volgend station          | Richting           |
| -------------------- | ------------------------------- | ------- | ------------------------ | ------------------ |
| Gisors-Embranchement | Lavilletertre Chaumont-en-Vexin | Trans J | Santeuil - Le Perchay Us | Paris Saint-Lazare |